# Hattersley
Hattersley – wieś w Anglii, w hrabstwie Wielki Manchester, w dystrykcie Tameside. Leży 6,4 km od miasta Ashton-under-Lyne, 14,9 km od miasta Manchester i 252,1 km od Londynu. W 2015 miejscowość liczyła 5044 mieszkańców.